# Буковец (Мијава)
Буковец (слч. Bukovec) насељено је мјесто са административним статусом сеоске општине (слч. obec) у округу Мијава, у Тренчинском крају, Словачка Република.

## Становништво
| Година:    | 1994. | 2004.   | 2014.   | 2024.   |
| ---------- | ----- | ------- | ------- | ------- |
| Број људи: | 455   | 415     | 421     | 424     |
| Разлика:   |       | -8,79 % | +1,44 % | +0,71 % |

| Година:    | 2023. | 2024.   |
| ---------- | ----- | ------- |
| Број људи: | 425   | 424     |
| Разлика:   |       | -0,23 % |

Према подацима о броју становника из 2024. године насеље је имало 424 становника.